# أمیرأصلان أفشار
أمیرأصلان أفشار (بالفارسية: امیراصلان افشار، 22 نوفمبر 1919 - 18 فبراير 2021) سياسي ودبلوماسي إيراني.

## الحياة السابقة
كان سليل أفشار قاسملو الذي حكم كرمان في عهد نادر شاه من السلالة الأفشارية. خدم والده العقيد أمير مسعود أفشار قاسملو في عهد رضا شاه. تخرج في مدرسة هندنبيرغ أوبريلشول برلين ولمرسيدورف عام 1939، وحصل على الدكتوراه في العلوم السياسية من جامعة فيينا عام 1942.

## الحياة المهنية
انضم أفشار إلى السلك الدبلوماسي عام 1948. من عام 1950 إلى عام 1954 كان ملحقًا في السفارة الإيرانية في لاهاي. من 1956 إلى 1960 كان عضوا في مجلس الشورى الوطني. بالإضافة إلى عمله كعضو في البرلمان كان مندوباً في اللجنة الاقتصادية للأمم المتحدة من 1957 إلى 1961.
شغل فيما بعد منصب سفير إيران في النمسا من 1967 إلى 1969، ثم سفيراً لإيران لدى الولايات المتحدة من 1969 إلى 1972، وسفير إيران في ألمانيا الغربية من 1973 إلى 1977.

## الوفاة
في 18 فبراير 2021 توفي أفشار بسبب كوفيد 19 أثناء الجائحة في فرنسا في منزله في نيس، فرنسا، عن عمر يناهز 101 عامًا.